# Hôtel-Dieu Saint-Étienne
L'ancien hôtel-Dieu de Châlons était un hôtel-Dieu situé rue de la Marne à Châlons-sur-Marne, en France.

## Localisation
L'Hôtel-Dieu se situait en centre-ville, à la périphérie de la ville médiévale proche de la porte Marne et en vis-à-vis de la porte nord de la cathédrale, rue de la Marne.

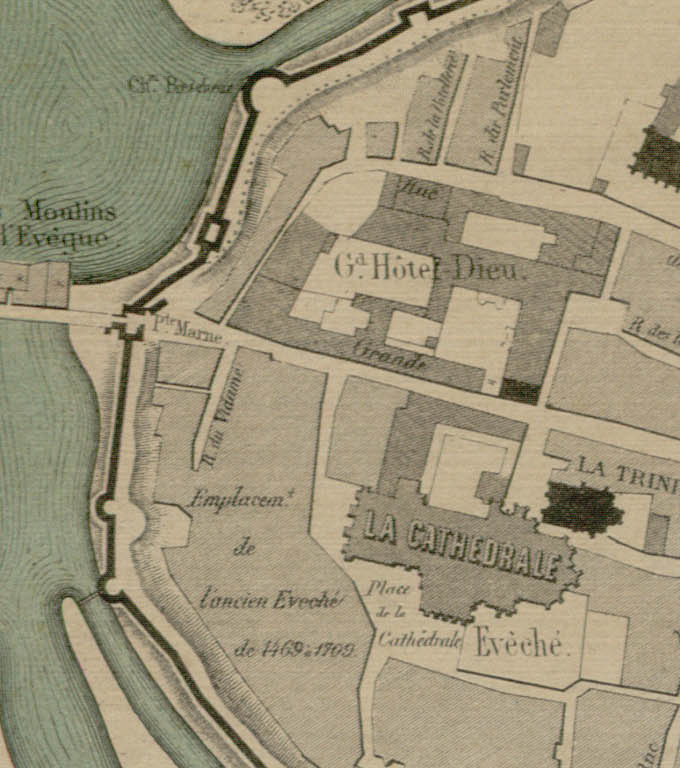
Plan du XVIIIe, bibliothèque Pompidou avec l'hôtel-Dieu.

## Historique

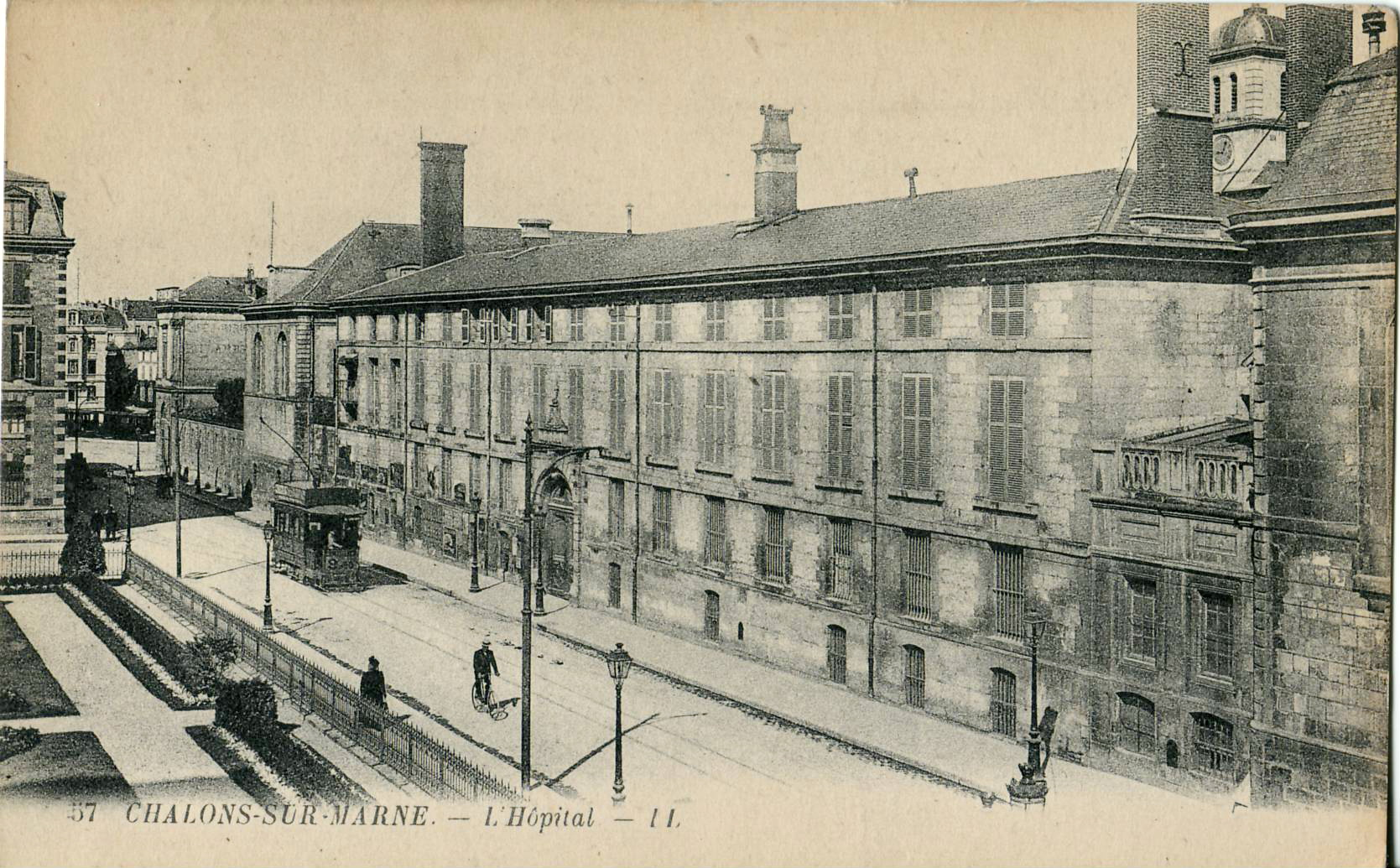
L'hôtel-Dieu et une partie de la place devant la cathédrale.

L'hôtel-Dieu Saint-Étienne était accolé à la cathédrale, fondé lors du concile d'Aix de 816, de taille modeste il a grandi au cours des ans.
Il faisait partie d'un ensemble d'établissements dédiés aux malades dans les murs : Saint-Lazare, Hôtel-Dieu, Saint-Liénard, Sainte-Pome, Sainte-Syre, les Mathurins ou Trinitaires, Sainte-Marthe devenant Saint-Esprit, Saint-Maur, la Confrérie de charité devenant Frères-noirs puis Duodénaires, Saint-Léger ou les Aveugles, l'Hôtel-Dieu-Saint-Etienne, Saint-Jacques, la Neuville-Toussaints. Mais aussi hors les murs Saint-Léger de Saint-Memmie, la Madeleine de Pogny, de la Maison-Dieu du chemin de Mairy ou celui de Sainte-Marie-Madeleine de Sommevesle. Il finirent tous par être réunis au grand hôtel-Dieu en 1606.
Il ne faut pas confondre l'Hôtel-Dieu avec le petit hôtel-Dieu qui se nommait ainsi à partir de 640 et avant Saint-Pome et Sainte-Syre, pour les femmes, Saint-Liénard pour les hommes. Il était faubourg de Marne.
Il était administré par les chanoines du chapitre cathédrale. Le premier mouvement de réunion eut lieu sous  Jérôme Burgensis qui en fit la demande comme clause pour une donation, le 14 octobre 1572. Mais ce mouvement fut lent, en 1596 un premier regroupement eut lieu mais sans que soient adjoints les biens municipaux des maisons de Saint-Jacques et du Saint-Esprit. Le 17 décembre 1577 les pierres des bâtiments de Saint-Jacques furent employées à l’érection des fortifications de la ville. En 1672 les maladreries et léproseries furent aussi réunies à l'Hôtel-Dieu, puis en 1681  l'hôpital Saint-Léger ainsi, en 1687 que l'hôpital qui accueillait les Réformés. De 1695 à 97 ce fut le tour des hôpitaux hors les murs. 
De par ces adjonctions, tant pour l'accueil que pour les biens utiles à l'entretien de cette fonction, il fut apporté de nombreuses transformation à la salle commune qui était à la disposition des malades. En 1640 par une prise sur la rue de Grève et en 1639 par l'adjonction de l'hôtel du Vidamé ce qui apportait en même temps bâtiments, jardins et cimetière. En 1680 une salle séparée pour les femmes fut édifiée. Lors l'érection de la porte Marne, des maisons, terrain et la réunion à Saint-Maur fut entrepris, une nouvelle chapelle en 1846. L'Hôtel-Dieu accueillait les enfants trouvés, les vieillards avec des salles réservées pour les malades. Au milieu du XIXe siècle, la capacité était de 40 hommes, 60 femmes, 90 enfants encadrés de 11 sœurs hospitalières, 28 sœurs à l'économat, un chirurgien et un médecin ayant chacun un aide. Les recettes de l'hôtel-Dieu sont de 158 831 fr dont 12 000 par l'administration de la guerre, 26 000 par le département pour les enfants.   
Il reste inchangé jusqu'en 1940 mais les bombardements l'endommagent grandement et la décision est prise en 1950 de raser ce qui reste du bâtiment.
Il ne subsiste de l'hôtel-Dieu que l'actuelle porte d'entrée de la Poste en vis-à-vis de la cathédrale.